# Tosin Cole
Pour les articles homonymes, voir Cole.
Tosin Cole, né le 23 juillet 1992 en Angleterre, est un acteur britannique.
Il est connu pour ses rôles dans The Cut, EastEnders: E20 et Hollyoaks. De 2018 à 2020, il incarne Ryan Sinclair, un des compagnons du Docteur, dans la série Doctor Who.

## Filmographie
- 2015 : Star Wars, épisode VII : Le Réveil de la Force de J. J. Abrams : Lieutenant Bastian
- 2015 :  Versailles, saison 1 épisode 3 : Kobina
- 2017 : Burning Sands de Gerard McMurray : Frank
- 2017 : Conspiracy de Michael Apted : Amjad
- 2018-2020 : Doctor Who : Ryan Sinclair
- 2022 : Emmett Till de Chinonye Chukwu
- 2024 : Bob Marley: One Love de Reinaldo Marcus Green
- 2024 : Supracell : Michael Lasaki (rôle principal)